# Saint-Georges-Haute-Ville
Saint-Georges-Haute-Ville é uma comuna francesa na região administrativa de Auvérnia-Ródano-Alpes, no departamento de Loire. Estende-se por uma área de 9,63 km². Em 2010 a comuna tinha 1 484 habitantes (densidade: 154,1 hab./km²).